# Montecristo de Guerrero
Montecristo de Guerrero è un comune del Messico, situato nello stato di Chiapas.